# Diplobatis colombiensis
Diplobatis colombiensis is een vissensoort uit de familie van de schijfroggen (Narcinidae). De wetenschappelijke naam van de soort is voor het eerst geldig gepubliceerd in 1984 door Fechhelm & McEachran.